# Велосипед с открытой рамой

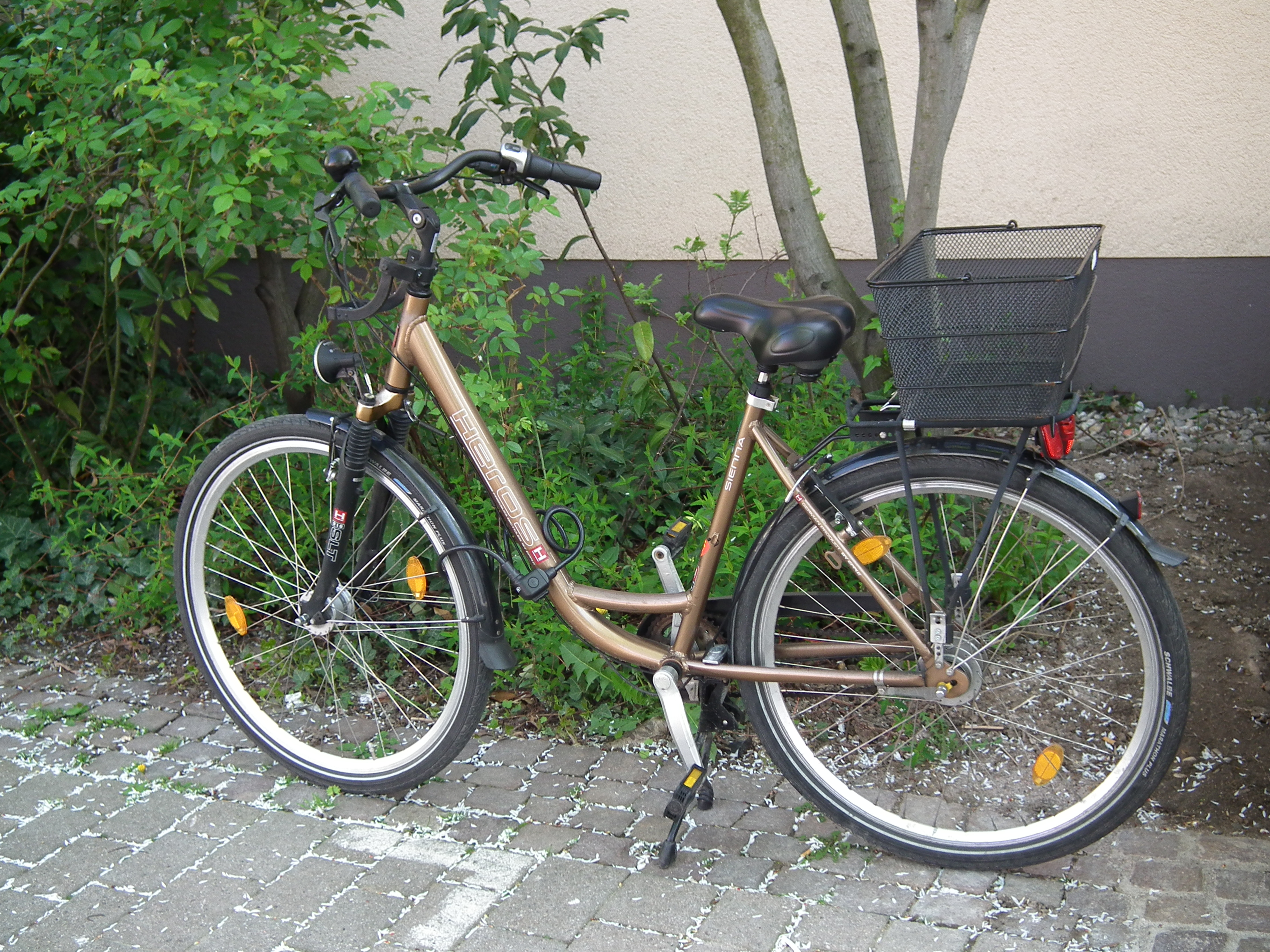
велосипед с открытой рамой.

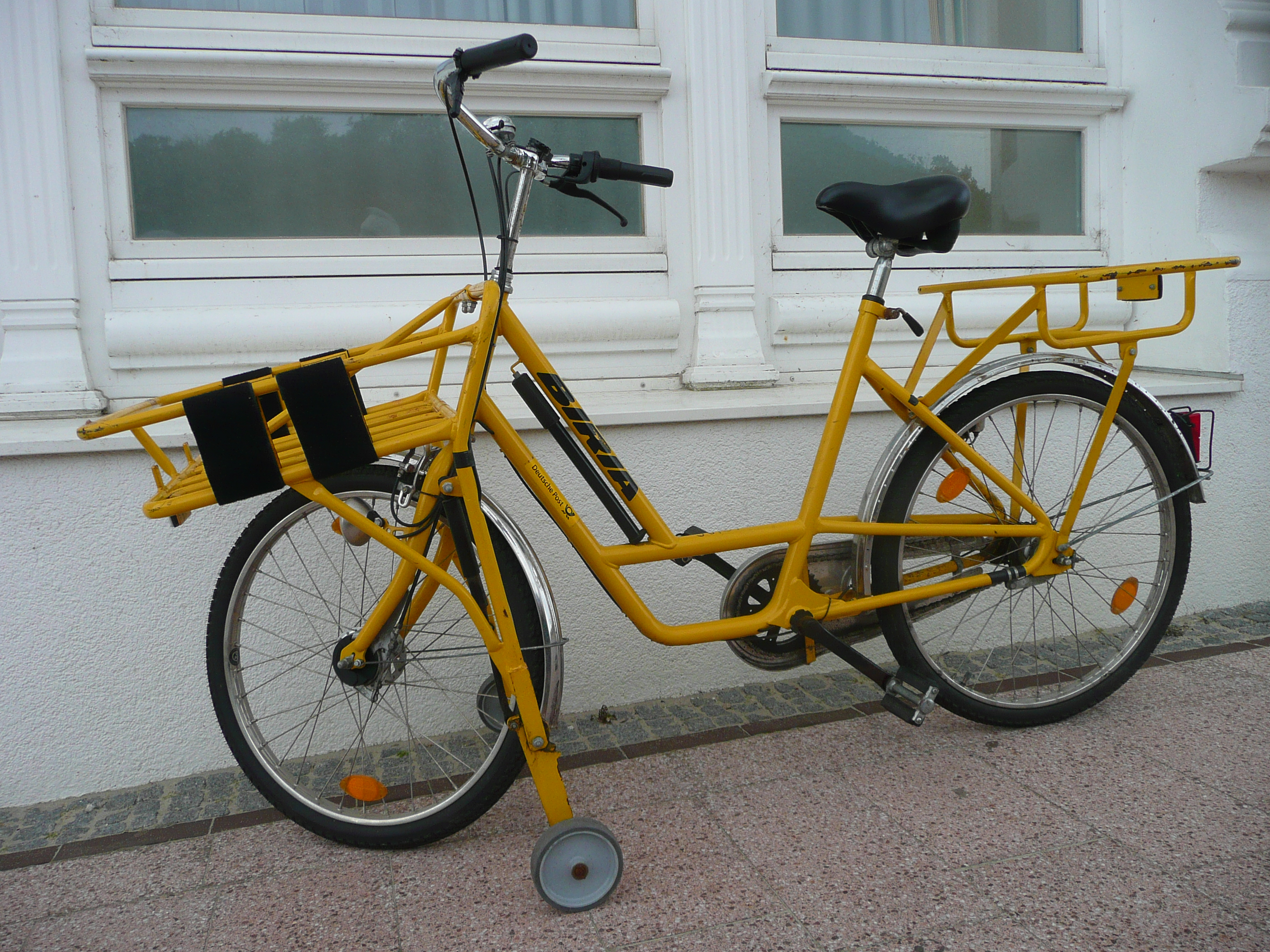
Почтовый немецкий велосипед с открытой рамой и дополнительными колёсами, предназначены для тех почтальонов, которые не научились ездить на велосипеде и не умеют держать равновесие

Велосипед с открытой рамой или велосипед с низкой рамой также известный раньше как женский (дамский) велосипед — тип велосипеда с низкой открытой рамой, им пользуются все, кому неудобно пользоваться велосипедами с высокой рамой: дети, пенсионеры, инвалиды, курьеры… Часто складные велосипеды имеют открытую раму.

## История велосипеда с открытой рамой

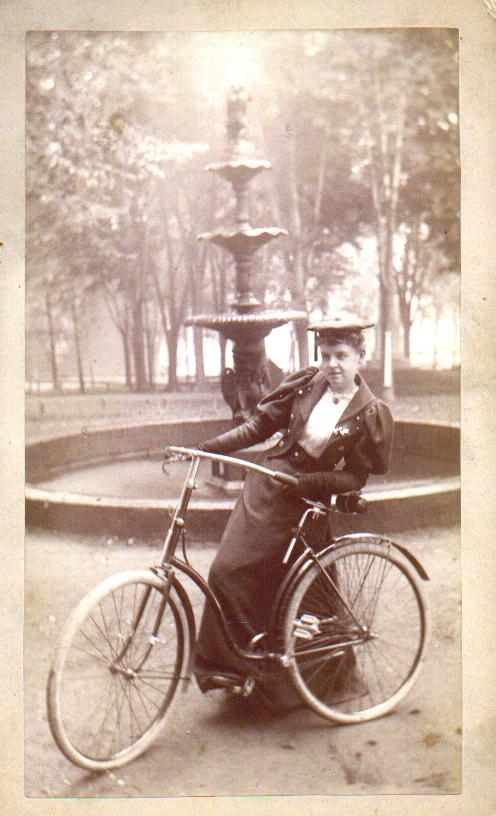
Женщина с велосипедом с открытой рамой 1890-е

Велосипеды с открытой рамой были изобретены в 19 веке, тогда женщины в брюках не приветствовались. Женский гардероб состоял из длинных платьев и юбок, в которых езда на обычном велосипеде была довольно затруднительной — нужно было высоко закидывать ногу, а при движении юбка складывалась на раме и мешала при езде. Эту проблему решили изменением конструкции рамы.

## Современные велосипеды с открытой рамой
Особенности строения велосипеда с открытой рамой напрямую зависят от его конкретного предназначения.
Городской велосипед

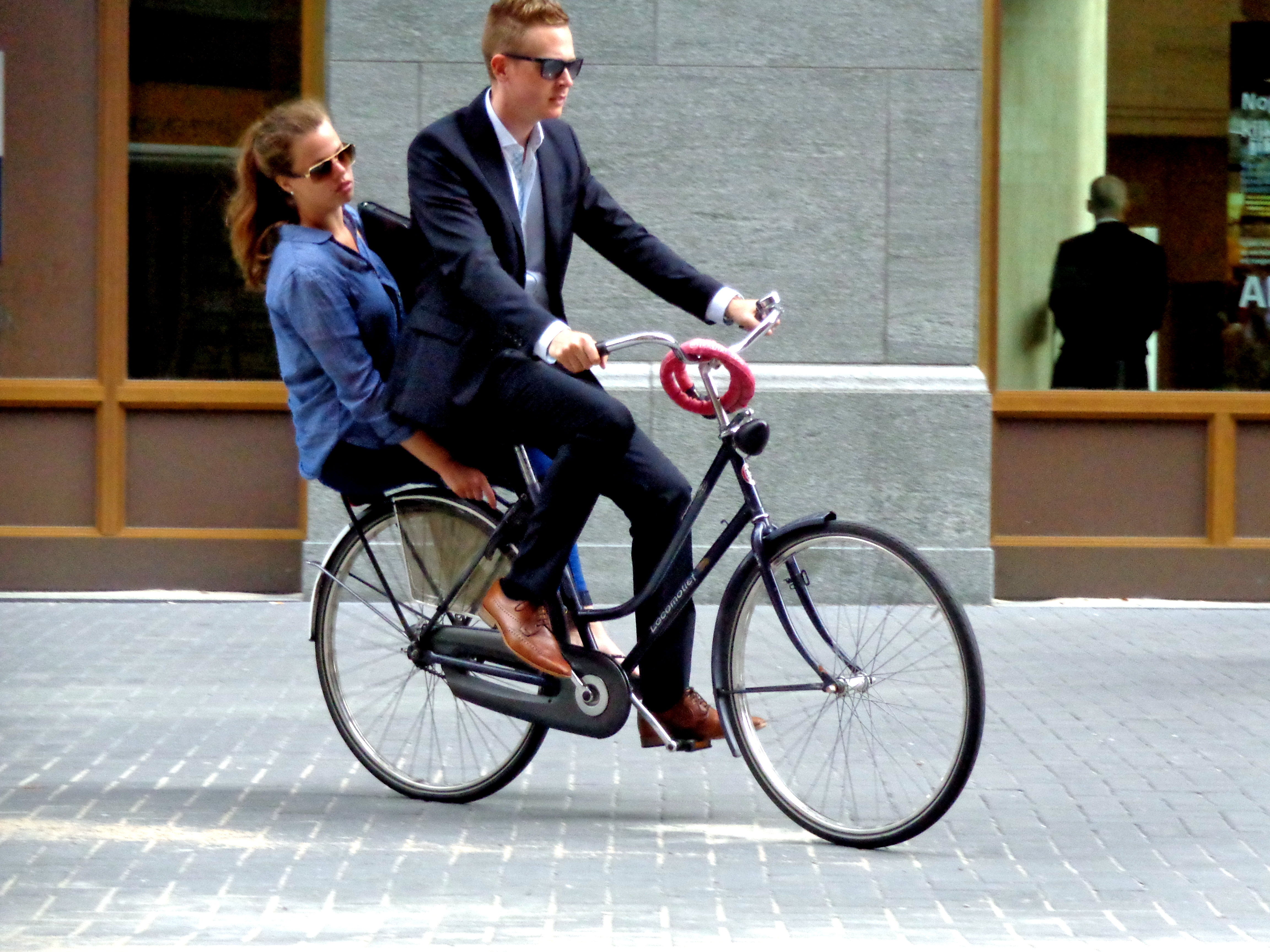
на велосипеде с открытой рамой меньше риска порвать брюки, плюс на этом конкретном велосипеде стоят щитки, которые закрывают цепь

Городские велосипеды в первую очередь предполагают неспешную и комфортную езду, поэтому в велосипеде такого типа, в первую очередь, кардинально меняют конструкцию рамы. Верхняя труба такого велосипеда либо максимально занижается и идёт параллельно нижней, либо убирается вовсе. В таком случае, нижняя труба максимально укрепляется, чтобы обеспечить жесткость конструкции рамы. Благодаря этому ходу на велосипеде удобнее ездить в любом типе одежды и не приходится прилагать усилий при посадке на него. Переходный тип рамы — это слегка заниженная верхняя труба и более спортивный внешний вид.
Также на него накладываются защитные кожухи, закрывающие цепь и спицы. Такая конструкция способствует более комфортной езде — длинная одежда не попадает в механизмы.
Спортивные и горные велосипеды
Спортивный велосипед предполагает ношение спортивной одежды, к тому же, заниженная геометрия рамы негативно сказывается на жесткости велосипеда. В случае с такими дисциплинами, как кросс-кантри, данная конструкция категорически неприменима, так как может повлечь за собой быструю поломку и серьёзные травмы прямо во время выполнения трюков.

## Кому подходит велосипед с открытой рамой

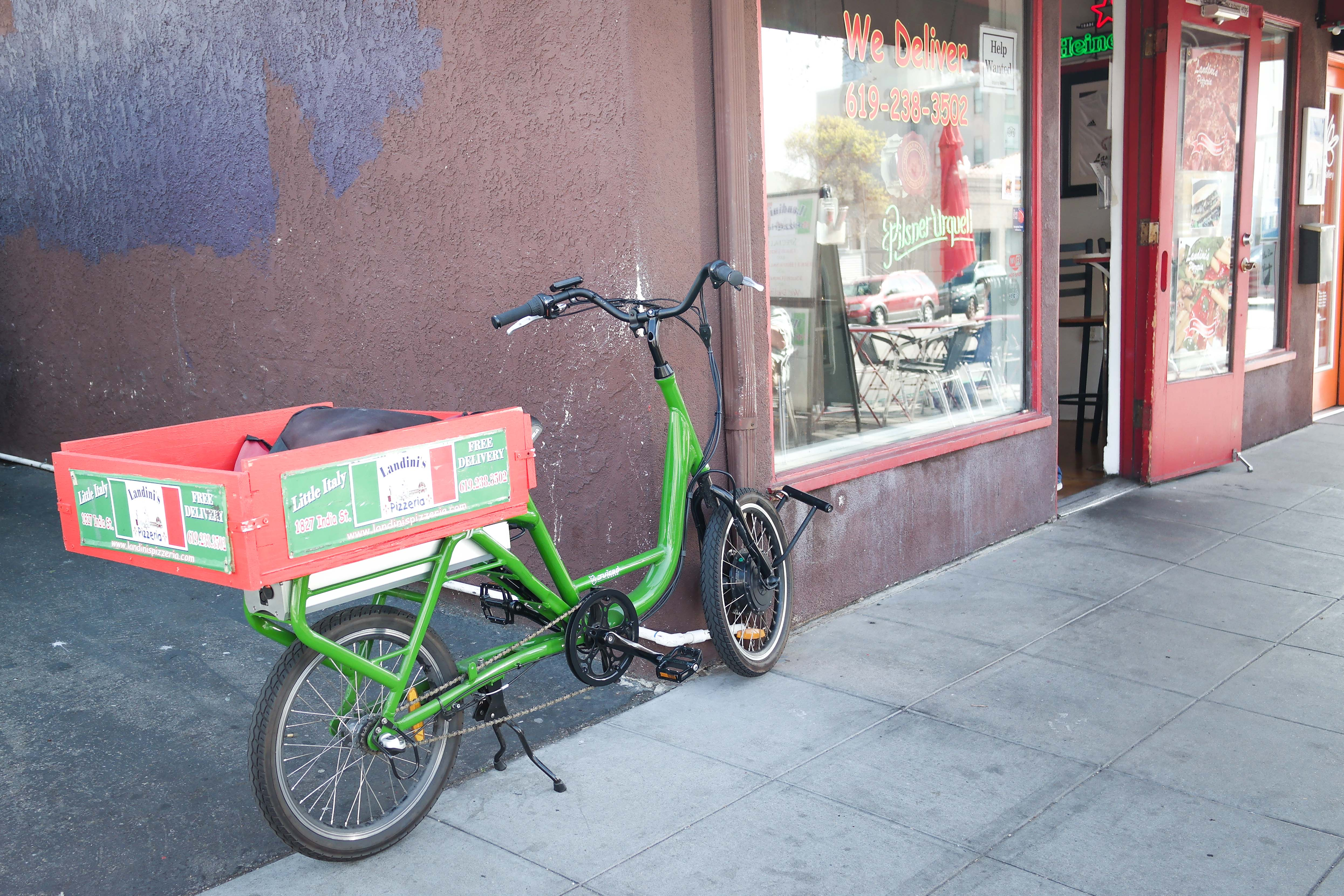
Грузовой велосипед с открытой рамой

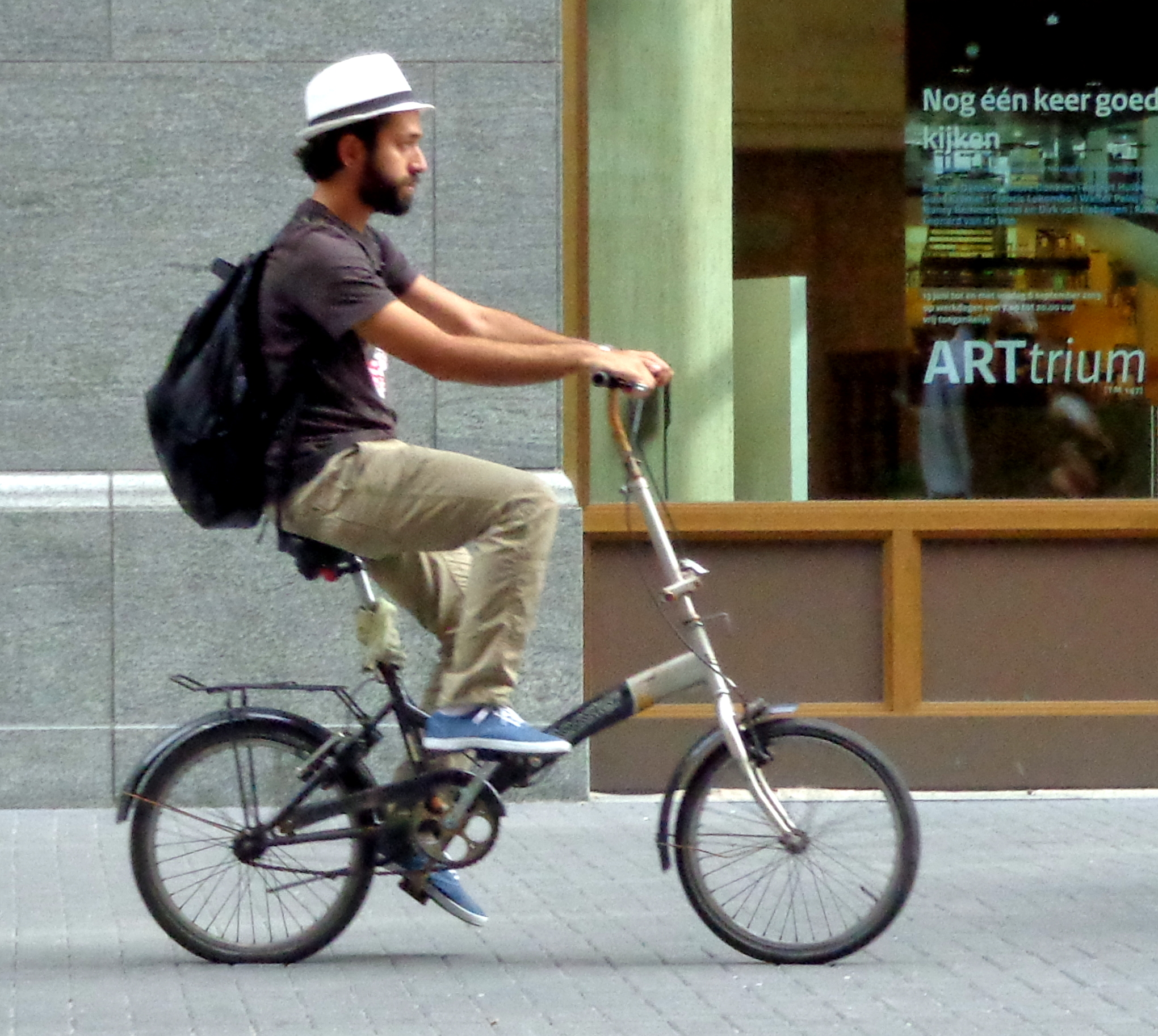
мужчина на складном велосипеде с открытой рамой

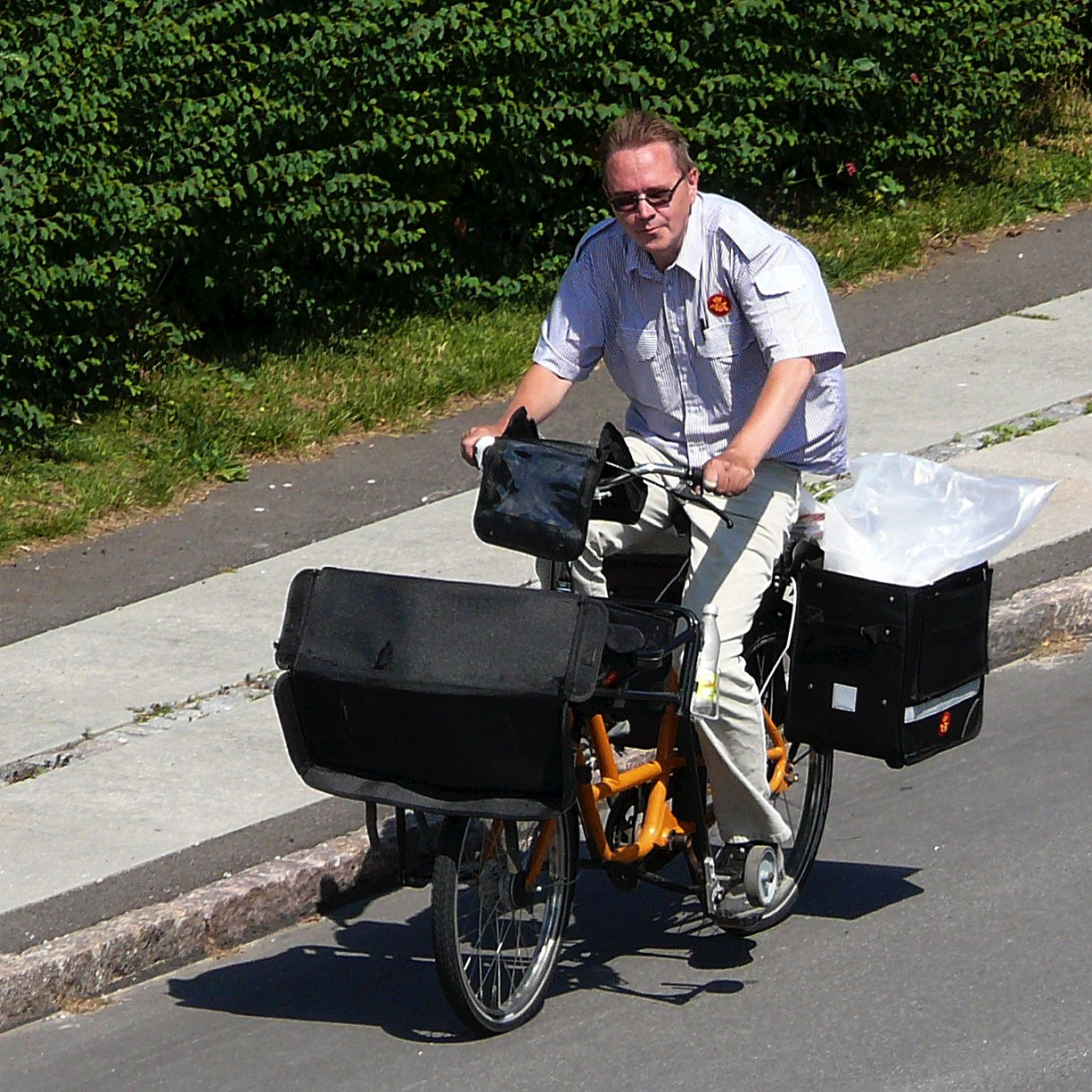
датский почтальон на почтовом велосипеде с открытой рамой

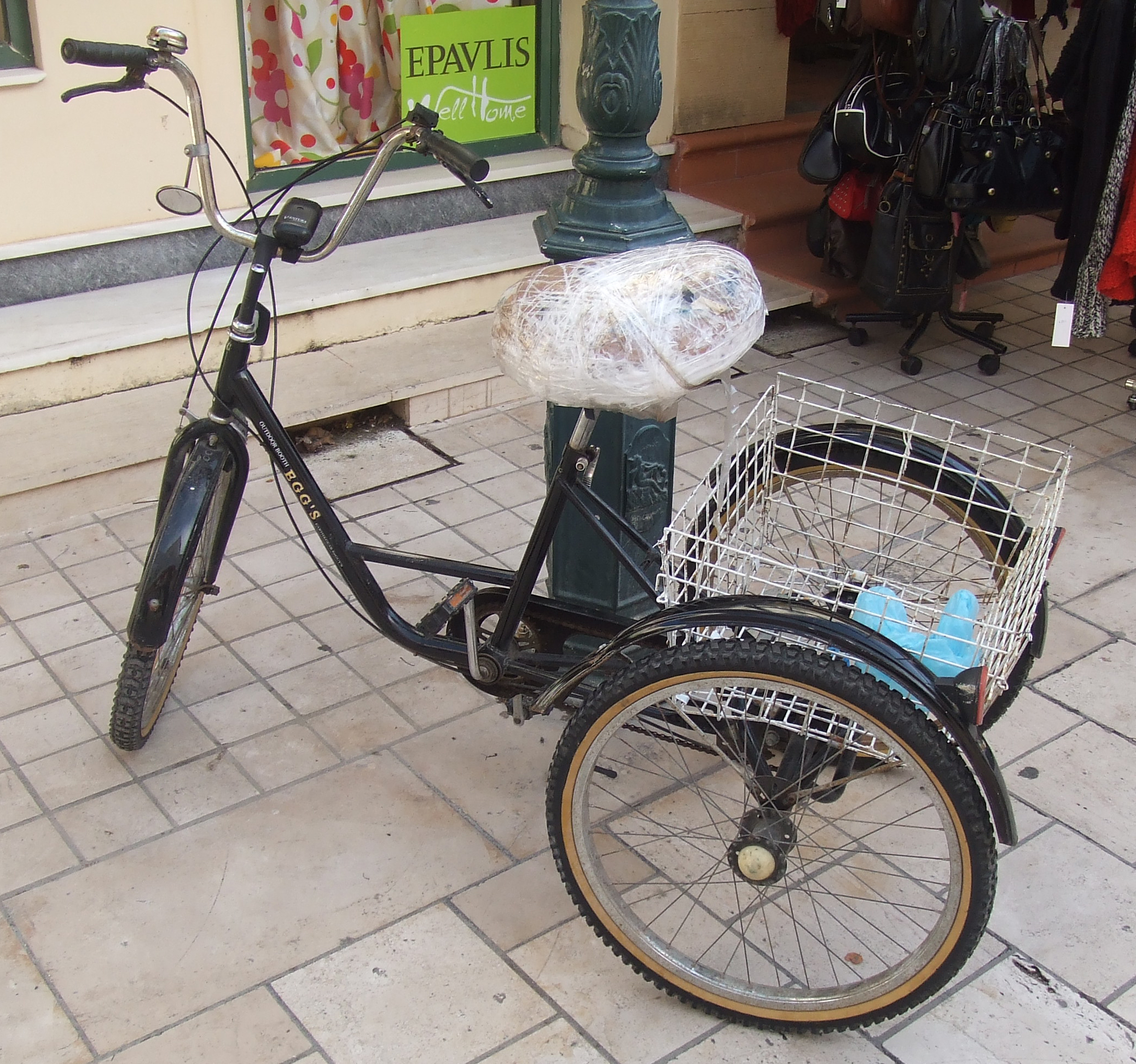
трёхколёсный велосипед часто имеет открытую раму, подходит для людей, которые не могут держать равновесие: пенсионеры, инвалиды и люди, которые не научились ездить на двухколёсном велосипеде, может использоваться, как грузовой велосипед

Велосипед предназначен не только женщинам в платьях и юбках, но и мужчинам, детям, пожилым людям, инвалидам, с него проще вставать и легче удержать равновесие.
Детям проще учиться кататься на велосипеде с низкой рамой.
Велосипед подходит для курьеров, так как с него проще вставать, подходит для любой поездки с большим количеством остановок.
Для пожилых людей и инвалидов, так как им трудно забрасывать ногу высоко, если пожилой человек или инвалид теряет равновесие, то он может быстро опереться ногами о землю.
Складные велосипеды часто не имеют рамы, они также подходят курьерам и тем, кому нужно часто перевозить велосипед в транспорте, в лифте или хранить в квартире.